# باول فلورنسا
باول فلورنسا (بالإنجليزية: Paul Florence)‏ هو لاعب كرة قاعدة أمريكي، ولد في 22 أبريل 1900 في شيكاغو في الولايات المتحدة، وتوفي في 28 مايو 1986 في غينزفيل في الولايات المتحدة.

## وصلات خارجية
- باول فلورنسا على موقعبيزبول رفرنس.كوم (الدوري الرئيسي) (الإنجليزية)
- باول فلورنسا على موقعبيزبول رفرنس.كوم (الدوري الثانوي) (الإنجليزية)